# Holotipo

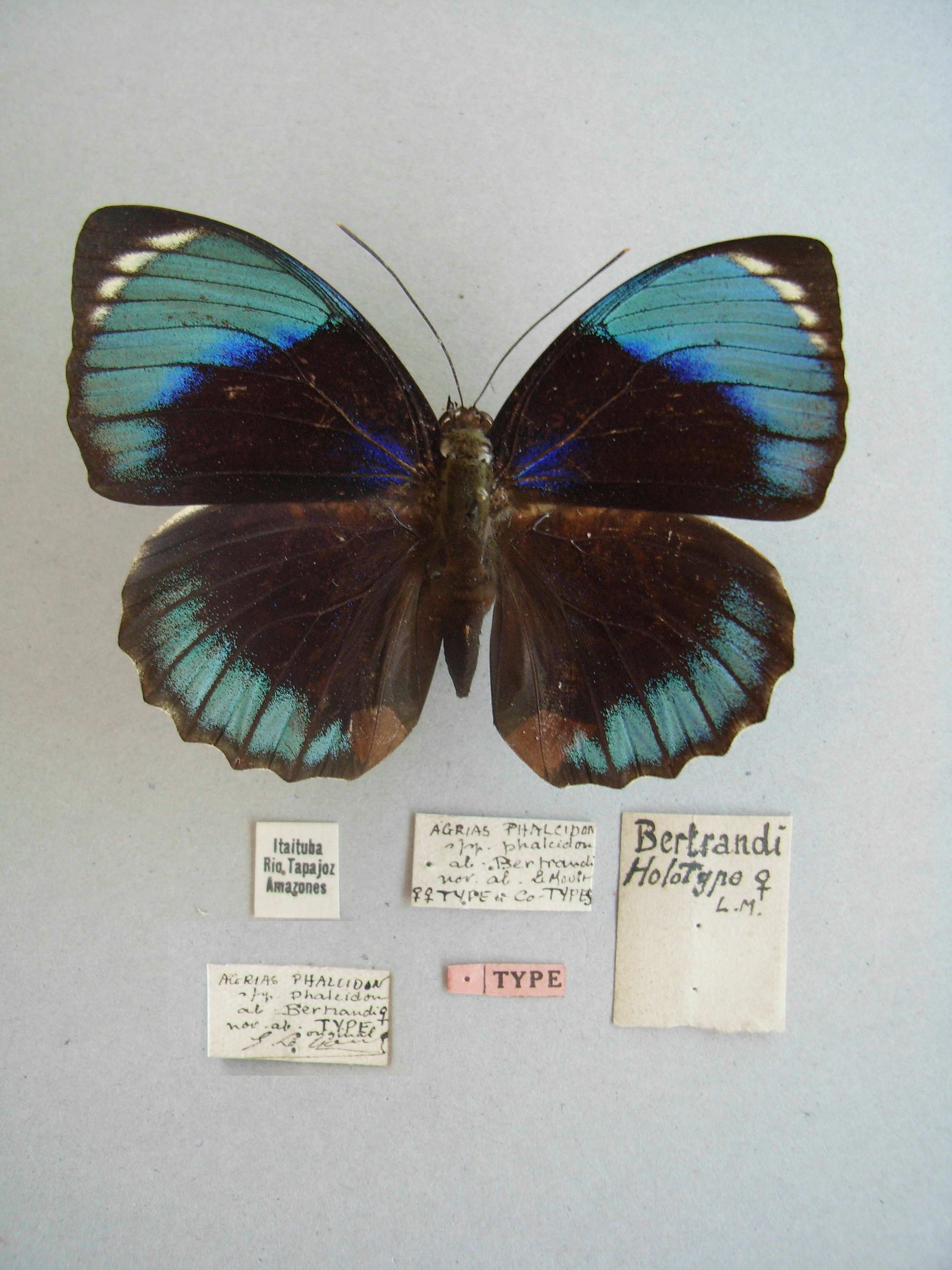
Un holotipo con etiqueta de tipo rojo pegada

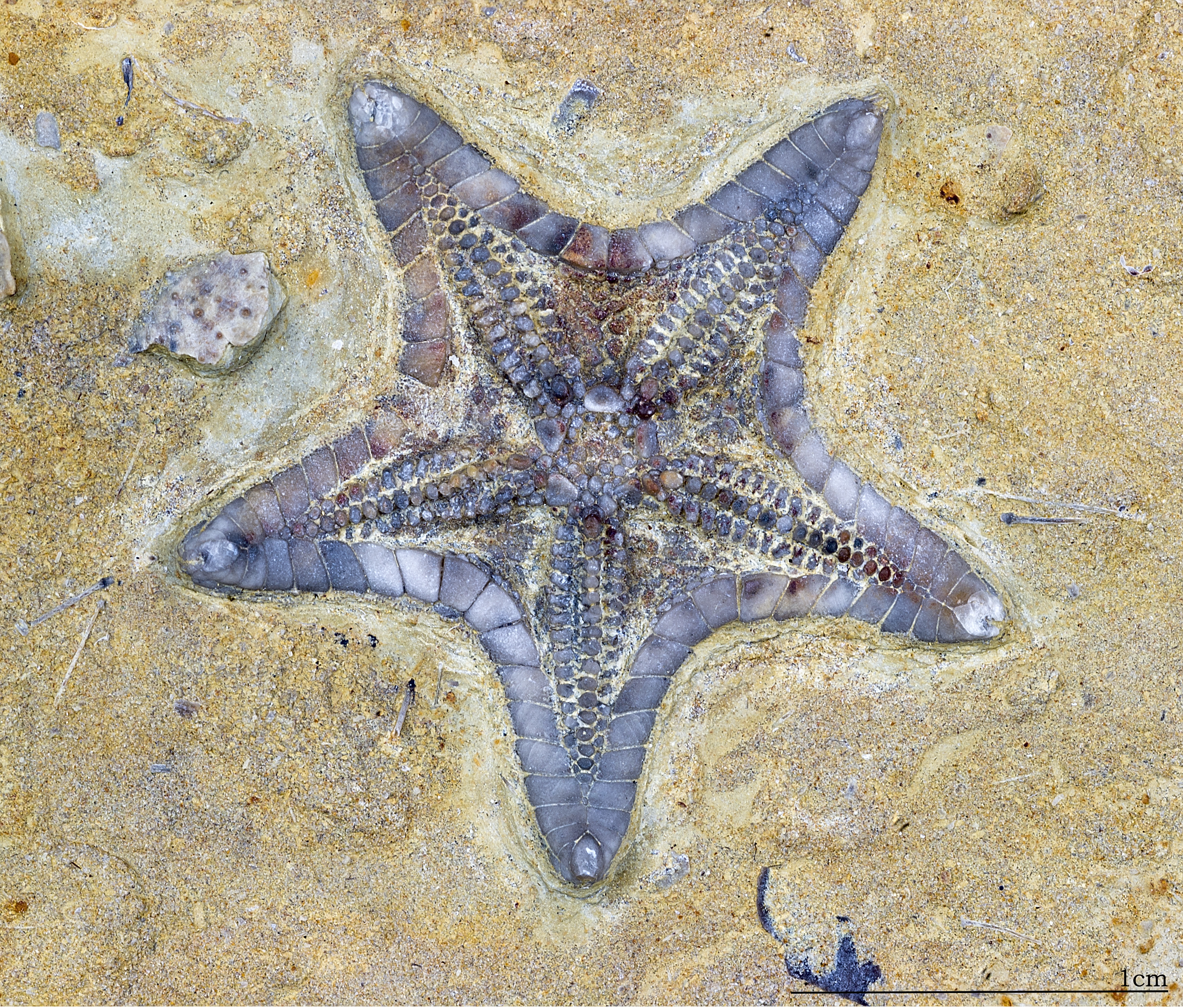
Holotipo de Marocaster coronatus, MHNT

Un holotipo es un ejemplar físico único (o ilustración) de un organismo, que se sabe que se usó cuando la especie (o taxón de menor rango) se describió formalmente. Es el único ejemplar físico (o ilustración) o uno de varios, pero explícitamente designado como holotipo. Según el Código Internacional de Nomenclatura Zoológica (ICZN), un holotipo es uno de los diferentes tipos portanombre. En el Código Internacional de Nomenclatura para algas, hongos y plantas (ICN) e ICZN, las definiciones de los tipos son similares en intención pero no idénticas en terminología o concepto subyacente. 
Por ejemplo, el holotipo para la subespecie de mariposa Plebejus idas longinus es un espécimen conservado en el Museo de Zoología Comparada de la Universidad de Harvard. Un isotipo es un duplicado del holotipo y a menudo se hace para plantas, donde el holotipo y los isotipos son a menudo partes de la misma planta individual o muestras de la misma recolección. 
Un holotipo no es necesariamente «típico» de ese taxón, aunque idealmente debería serlo. A veces, solo un fragmento de un organismo es el holotipo, particularmente en el caso de fósiles. Por ejemplo, el holotipo de Pelorosaurus humerocristatus (Duriatitan), un gran dinosaurio herbívoro del Jurásico temprano, es el hueso fósil de una pata conservado en el Museo de Historia Natural de Londres. Incluso si posteriormente se encuentra un mejor espécimen, el holotipo no se reemplaza. 

## Reemplazos para holotipos

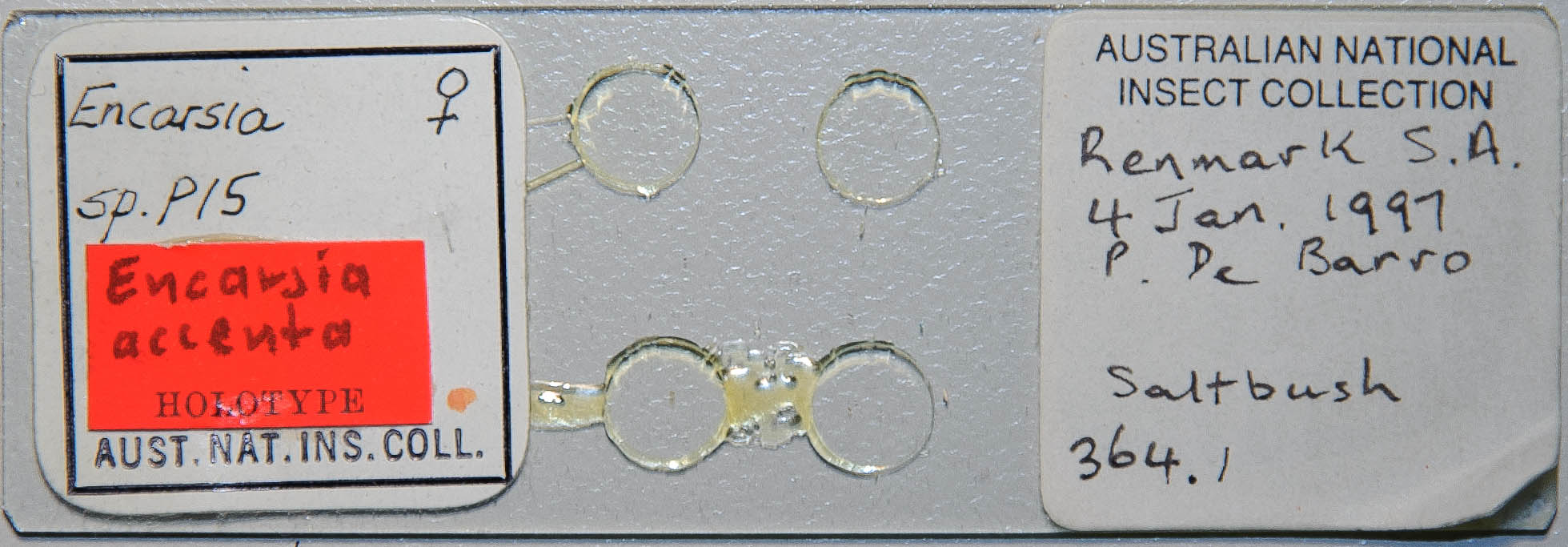
Una etiqueta holotipo moderna para Encarsia accenta

Según el CIE, un tipo adicional y clarificador podría designarse como epitipo según el Artículo 9.8, donde el material original es demostrablemente ambiguo o insuficiente. 
A veces se usa un tipo conservado (artículo 14.3 del CIE) para corregir un problema con un nombre que se ha aplicado incorrectamente; Este espécimen reemplaza el holotipo original. 
En ausencia de un holotipo, se puede seleccionar otro tipo, fuera de un rango de diferentes tipos de tipos, dependiendo del caso, un lectotipo o un neotipo. 
Por ejemplo, tanto en el ICN como en el ICZN, un neotipo es un tipo que luego se designó en ausencia del holotipo original. Además, bajo la ICZN, la comisión está facultada para reemplazar un holotipo por un neotipo, cuando el holotipo carece de características de diagnóstico importantes necesarias para distinguir a la especie de sus parientes cercanos. Por ejemplo, el reptil archosaurio parecido a un cocodrilo Parasuchus hislopi Lydekker, fue descrito en 1885, con base en una tribuna premaxilar (parte del hocico), pero esto ya no es suficiente para distinguir a Parasuchus de sus parientes cercanos. Esto hizo del nombre Parasuchus hislopi un nomen dubium. El paleontólogo texano Sankar Chatterjee propuso que se designe un nuevo espécimen tipo, un esqueleto completo. La Comisión Internacional de Nomenclatura Zoológica consideró el caso y acordó reemplazar el espécimen tipo original con el neotipo propuesto. 
Los procedimientos para la designación de un nuevo espécimen tipo cuando se pierde el original entran en juego para algunas descripciones recientes de especies de alto perfil en las que el espécimen designado como holotipo era un individuo vivo al que se le permitió permanecer en la naturaleza (por ejemplo, una nueva especies de mono capuchino, género Cebus, Marleyimyia xylocopae, o el macaco de Arunachal, Macaca munzala). En tal caso, no hay un espécimen de tipo real disponible para el estudio, y existe la posibilidad de que, si se percibe alguna ambigüedad en la identidad de la especie, los autores posteriores puedan invocar varias cláusulas en el Código ICZN que permitan la designación de un neotipo. El Artículo 75.3.7 de la ICZN requiere que la designación de un neotipo debe ir acompañada de "una declaración de que el neotipo es, o inmediatamente después de su publicación, propiedad de una institución científica o educativa reconocida, citada por su nombre, que mantiene una colección de investigación, con instalaciones adecuadas para preservar los tipos con nombre, y que los hace accesibles para el estudio", pero no existe tal requisito para un holotipo.